# Max Altglass
Max Altglass (16. Februar 1890 in Warschau, Russisches Kaiserreich – 13. Februar 1952 in New York) war ein polnischer Opernsänger (Tenor) und Gesangspädagoge.

## Leben

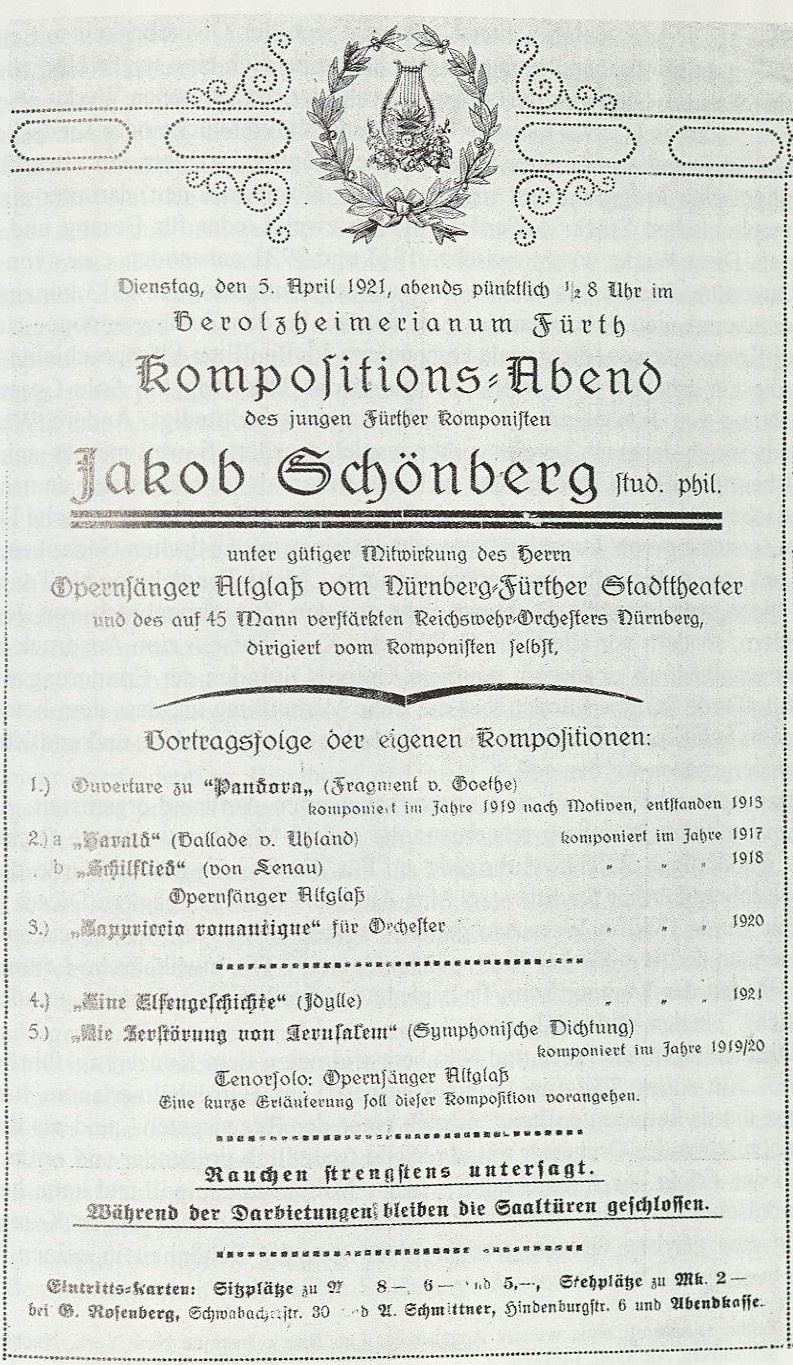
Max Altglaß interpretiert Jakob Schönberg im Berolzheimerianum (1921)

Nach einem Gesangsstudium in Berlin gab er sein Debüt 1913 am Stadttheater von Linz/Donau. Von 1913 bis 1917 war er am Stadttheater von Nürnberg, von 1917 bis 1918 am Stadttheater von Kiel und von 1918 bis 1921 erneut in Nürnberg. Von 1921 bis 1924 war er im Verband des Deutschen Theaters Prag.
1924 ging er nach New York an die Metropolitan Opera, wo er als „Nathaniel“ in Hoffmanns Erzählungen debütierte. Dort blieb er bis zu seinem Bühnenabschied 1940. Danach arbeitete er als Gesangspädagoge. In New York sang er 64 Rollen in 715 Vorstellungen.
Er hinterließ, obwohl er hauptsächlich als Comprimario kleine Rollen sang, akustische Aufnahmen, die auf Odeon erhalten geblieben sind.